# Adriana Vacarezza
Adriana Vacarezza Etcheverry (Antofagasta, 8 de octubre de 1961) es una actriz y directora de teatro chilena, con estudios de periodismo. 
Adriana ha desarrollado una extensa y exitosa carrera como actriz en el cine, teatro y televisión chilena. En 1995 obtuvo el Premios Apes a la mejor actriz.

## Biografía
Nació el 8 de octubre de 1961, en Antofagasta. Hija de Ricardo Vacarezza Yávar y de Adriana Etcheverry, ambos de ascendencia italiana y vasco-francesa. Es hermana de Marcela Vacarezza. 
Durante su infancia residió en su ciudad natal, pero tras una permanencia en el extranjero, la familia se radicó en Santiago de Chile a mitad del año 1974. 
Cursó sus estudios primarios en el Colegio Instituto Santa María en Antofagasta. Ingresó a la carrera de actuación la Escuela de Teatro de la Universidad Católica de Chile (PUC).

## Carrera
Adriana debutó en Los títeres (1984) donde interpretó a Márgara, una joven huérfana. Luego, actuó en La trampa (1985). En 1986 solo se dedicó a escribir obras de teatro, incluyendo participaciones especiales en TV. Regresa a las teleseries en La invitación de 1987 interpretando a una simpática y graciosa mucama. Desde ese entonces no paró de participar en exitosas teleseries de Canal 13 como Semidiós, Bravo, Ellas por ellas y Fácil de amar, entre otras.
En 1989 dirige y protagoniza la obra del dramaturgo Egon Wolff, Flores de papel.
En 1992 emigró a TVN para participar en la exitosa teleserie Trampas y caretas interpretando a una joven celópata enamorada de un hombre mayor. Luego obtuvo el papel protagónico de Ámame, Fernanda Rivarosa, una joven engañada por su madre, lo cual la llevará a odiar y reprochar a su padre. Luego participa en la exitosa Rojo y miel, donde se convierte en una  mujer sin escrúpulos, trepadora, motivada por el dinero, la cual estafa a una familia completa. Más tarde, en 1995, interpreta a Carmen, una costurera de vida sacrificada en El amor está de moda.
En 1997 se integró al reparto de Oro verde dirigida por Sabatini, donde demostró su lado más lúdico y cómico interpretando a la simpática y graciosa Bernardita Alemparte, compartiendo créditos con Eduardo Barril y Consuelo Holzapfel. En el mismo año, protagonizó la comedia de situaciones Mi abuelo, mi nana y yo (1998), de Televisión Nacional, al lado de Mauricio Pesutic, Luis Alarcón, Ximena Rivas y Jorge Hevia Cristino. Paralelamente, participó en Tic Tac, dirigida por Rencoret, donde compartó créditos nuevamente con Pesutic y Bastián Bodenhöfer. Al año siguiente, compartió con Pesutic, por tercera vez, en Borrón y cuenta nueva (1998), interpretando un rol antagónico.
En 1999 retorna a Canal 13 para actuar en Cerro Alegre, con una historia en tono drama.
En 2003, con el personaje de Isabel Füller en Machos, fue la última vez que integró el elenco estable de una telenovela. Después de eso, solo tuvo participaciones estelares en Amor en tiempo récord (2006) y Vivir con 10 (2007).
Su última actuación fue como actriz invitada en un episodio de Teatro en Chilevisión, junto a Patricio Torres.
Vigencia de su carrera
Actualmente Adriana Vacarezza sigue desarrollando proyectos en su carrera como actriz. Si bien estuvo retirada parcialmente de la actividad pública y artística en 2010, tiempo que dedicó al estudio de periodismo en la universidad UNIACC, hoy su carrera sigue vigente como la gran actriz que es.

## Vida personal
En 1983 nace su único hijo, Daniel Gijón Vacarezza, fruto de una relación con el actor y dramaturgo Rodrigo Gijón.

## Filmografía
| Año  | Título           | Papel              | Director           |
| ---- | ---------------- | ------------------ | ------------------ |
| 1988 | Ángeles          | Angélica Retamales | Tatiana Gaviola    |
| 1994 | Los náufragos    | Natacha            | Miguel Littin      |
| 1996 | Mi último hombre | Carmen             | Tatiana Gaviola    |
| 2002 | El Leyton        | Sra. Rossy         | Gonzalo Justiniano |
| 2003 | Los debutantes   | Bernardita         | Andrés Waissbluth  |

## Televisión
| Año  | Título                   | Papel                       | Ref.   |
| ---- | ------------------------ | --------------------------- | ------ |
| 1984 | Los títeres              | Márgara Müller              | [ 6 ]  |
| 1985 | La trampa                | María Blanca Madrid         |        |
| 1986 | Secreto de familia       | Paz Barca                   | [ 7 ]  |
| 1987 | La invitación            | Ruth                        | [ 8 ]  |
| 1988 | Matilde dedos verdes     | Marina                      |        |
| 1989 | Bravo                    | Susana                      |        |
| 1991 | Ellas por ellas          | Marlene Fuentes             |        |
| 1992 | Trampas y caretas        | Fernanda De la Riva         | [ 9 ]  |
| 1992 | Fácil de amar            | Verónica                    |        |
| 1993 | Ámame                    | Fernanda Rivarosa           | [ 10 ] |
| 1994 | Rojo y miel              | Carla Silva                 |        |
| 1995 | El amor está de moda     | Carmen Cáceres              |        |
| 1996 | Marrón glacé, el regreso | Eulalia Almendral           |        |
| 1997 | Oro Verde                | Bernardita Alemparte        | [ 11 ] |
| 1997 | Tic Tac                  | Calú Barcelona              | [ 12 ] |
| 1998 | Borrón y cuenta nueva    | Carolina Sutil / María Pino | [ 13 ] |
| 1999 | Cerro Alegre             | Emilia San Martín           |        |
| 2003 | Machos                   | Isabel Füller               | [ 14 ] |
| 2005 | Amor en tiempo récord    | Carmen Etcheverry           |        |
| 2007 | Vivir con 10             | Victoria Salazar            |        |

| Año       | Título                                       | Papel                           | Notas                                |
| --------- | -------------------------------------------- | ------------------------------- | ------------------------------------ |
| 1990      | Corín Tellado: Mis mejores historias de amor | Andrea Larroulet                | Episodio: ¿A dónde van las gaviotas? |
| 1994      | Fácil de amar, la comedia                    | Verónica                        |                                      |
| 1998      | Mi abuelo, mi nana y yo                      | María Ignacia Luco              | Protagonista; 12 episodios           |
| 2002      | La vida es una lotería                       | Astrid Hausser                  | Episodio: Hermanas                   |
| 2003      | Mea culpa                                    | Doralisa Osorio                 | Episodio: El veneno                  |
| 2004-2005 | Bienvenida realidad                          | Emma                            |                                      |
| 2005      | Los simuladores                              | María Teresa                    |                                      |
| 2005-2006 | Urgencias                                    | Mariana Sandoval / Rosa / Clara | 3 episodios                          |

#### Programas
- 1984-1992: Teleduc como ella misma
- 1985-1992: Sábados Gigantes
- 1988: Los Eguiguren como Zulema
- 1990: De chincol a jote como Maripepa. 3 episodios
- 1990-1992: Martes 13
- 1991: Mediomundo
- 1992: Jappening con ja como Rosita. 2 episodios
- 1995: Teatro en Canal 13 como Julia
- 1996: Tutti cuanti
- 1996: Escrúpulos como ella misma
- 1996-2001: A la suerte de la olla
- 1996: Almorzando en el 13
- 1999-2003: Entrega Premios APES como presentadora
- 2008-2010: Teatro en Chilevisión (2008-2010) como Victoria Perez-Cotapos
- 2013: El cinematógrafo como invitada

## Vídeos musicales
| Año  | Título                   | Artista     | Director     |
| ---- | ------------------------ | ----------- | ------------ |
| 2000 | Enamorado de ti          | Glup!       | Koko Stambuk |
| 2016 | Prisionera de mi corazón | Zalo Reyes. |              |

## Teatro
Como actriz
- Teatro de la Universidad Católica (Teatro UC) (1982 en adelante).
- Volver a los "20" (1984)
- Fuente Ovejuna (Lope de Vega, 1985)
- Sueño de una noche de verano (1986). (Dirección y actuación)
- Trampas y manías (1987)
- Se contradice sola (1988). (Teatro PUC)
- Flores de papel (1989). Obra creada por (Egon Wolff).
- La gorda (1995). como Francisca "la pancha" , una obra creada por (Ramón Griffero y Alfredo Castro).
- Fue de amarillo (1998). como Marcela.
- Una cuestión de distancia (2002). como Beatriz, una obra creada por (Luis Alarcón).

Como directora
- Flores de papel (1989).